# Alpiner South American Cup 2023
Die Saison 2023 des alpinen South American Cups begann am 4. August 2023 in Chapelco in Argentinien und endete am 29. September 2023 in Corralco in Chile. Sie sollte ursprünglich an sieben Austragungsorten in Argentinien und Chile stattfinden und wie auch die anderen Kontinentalrennserien des internationalen Ski-Verbandes FIS als Unterbau zum Weltcup dienen. Sie zählt laut FIS-Regularien bereits zur jahresübergreifenden Wettbewerbssaison 2023/24. Für Herren und Damen wären jeweils 22 Rennen am selben Ort vorgesehen, 7 davon mussten jedoch abgesagt werden.

## Cupwertungen

### Gesamt
| Rang | Athlet                  | Punkte |
| ---- | ----------------------- | ------ |
| 1    | Tomás Birkner de Miguel | 516    |
| 2    | Kay Holscher            | 492    |
| 3    | Philip Lundquist        | 467    |
| 4    | Henrik von Appen        | 415    |
| 5    | Wiley Maple             | 380    |

| Rang | Athletin              | Punkte |
| ---- | --------------------- | ------ |
| 1    | Mathilde Schwencke    | 551    |
| 2    | Giselle Gorringe      | 540    |
| 3    | Florencia Aramburo    | 378    |
| 4    | Stefanie Fleckenstein | 300    |
| 5    | Leandra Zehnder       | 275    |

### Abfahrt
| Rang | Athlet           | Punkte |
| ---- | ---------------- | ------ |
| 1    | Henrik von Appen | 320    |
| 2    | Ken Caillot      | 211    |
| 3    | Wiley Maple      | 200    |
| 4    | Nejc Naraločnik  | 150    |
| 5    | Martin Čater     | 120    |

| Rang | Athletin           | Punkte |
| ---- | ------------------ | ------ |
| 1    | Mathilde Schwencke | 235    |
| 2    | Jenna Sheldon      | 199    |
| 3    | Lena Dauphin       | 160    |
| 3    | Tifany Roux        | 160    |
| 5    | Britt Richardson   | 145    |

### Super-G
| Rang | Athlet           | Punkte |
| ---- | ---------------- | ------ |
| 1    | Wiley Maple      | 180    |
| 1    | Tristan Lane     | 180    |
| 3    | Mattia Cason     | 100    |
| 4    | Henrik von Appen | 95     |
| 5    | Ken Caillot      | 77     |

| Rang | Athletin              | Punkte |
| ---- | --------------------- | ------ |
| 1    | Stefanie Fleckenstein | 200    |
| 2    | Jacqueline Wiles      | 160    |
| 3    | Breezy Johnson        | 110    |
| 3    | Tricia Mangan         | 110    |
| 5    | Giselle Gorringe      | 85     |

### Riesenslalom
| Rang | Athlet                  | Punkte |
| ---- | ----------------------- | ------ |
| 1    | Kay Holscher            | 319    |
| 2    | Tomás Birkner de Miguel | 215    |
| 3    | William Hansson         | 200    |
| 4    | Philip Lundquist        | 174    |
| 5    | Pedro Holscher          | 163    |

| Rang | Athletin           | Punkte |
| ---- | ------------------ | ------ |
| 1    | Noémie Longchamps  | 200    |
| 2    | Florencia Aramburo | 162    |
| 3    | Leandra Zehnder    | 145    |
| 4    | Simone Wild        | 136    |
| 5    | Camille Rast       | 125    |

### Slalom
| Rang | Athlet                  | Punkte |
| ---- | ----------------------- | ------ |
| 1    | Philip Lundquist        | 293    |
| 2    | Tomás Birkner de Miguel | 282    |
| 3    | Gabriele Sartori        | 245    |
| 4    | Sebastiano Gastaldi     | 189    |
| 5    | Joshua Sturm            | 180    |
| 5    | Paco Rassat             | 180    |

| Rang | Athletin             | Punkte |
| ---- | -------------------- | ------ |
| 1    | Giselle Gorringe     | 260    |
| 2    | Beatrice Sola        | 160    |
| 2    | Moa Boström Müssener | 160    |
| 4    | Stephanie Brunner    | 160    |
| 5    | Lara Markthaler      | 160    |

## Podestplatzierungen Herren

### Abfahrt
| Datum              | Ort            | 1. Platz         | 2. Platz         | 3. Platz         |
| ------------------ | -------------- | ---------------- | ---------------- | ---------------- |
| 31. August 2023    | La Parva (CHI) | Nejc Naraločnik  | Henrik von Appen | Martin Čater     |
| 31. August 2023    | La Parva (CHI) | Henrik von Appen | Christian Walder | Martin Čater     |
| 26. September 2023 | Corralco (CHI) | Wiley Maple      | Ken Caillot      | Henrik von Appen |
| 27. September 2023 | Corralco (CHI) | Wiley Maple      | Henrik von Appen | Ken Caillot      |

### Super-G
| Datum              | Ort             | 1. Platz                           | 2. Platz                           | 3. Platz                           |
| ------------------ | --------------- | ---------------------------------- | ---------------------------------- | ---------------------------------- |
| 21. August 2023    | Las Leñas (ARG) | Rennen abgesagt, kein Ersatzrennen | Rennen abgesagt, kein Ersatzrennen | Rennen abgesagt, kein Ersatzrennen |
| 21. August 2023    | Las Leñas (ARG) | Rennen abgesagt, kein Ersatzrennen |                                    |                                    |
| 1. September 2023  | La Parva (CHI)  | Rennen abgesagt, kein Ersatzrennen | Rennen abgesagt, kein Ersatzrennen | Rennen abgesagt, kein Ersatzrennen |
| 1. September 2023  | La Parva (CHI)  | Rennen abgesagt, kein Ersatzrennen |                                    |                                    |
| 29. September 2023 | Corralco (CHI)  | Wiley Maple                        | Tristan Lane                       | Kyle Blandford                     |
| 29. September 2023 | Corralco (CHI)  | Tristan Lane                       | Wiley Maple                        | Mattia Cason                       |

### Riesentorlauf
| Datum              | Ort                | 1. Platz                                                    | 2. Platz                                                    | 3. Platz                                                    |
| ------------------ | ------------------ | ----------------------------------------------------------- | ----------------------------------------------------------- | ----------------------------------------------------------- |
| 4. August 2023     | Chapelco (ARG)     | Kay Holscher                                                | Jay Poulter                                                 | Pedro Holscher                                              |
| 5. August 2023     | Chapelco (ARG)     | Kay Holscher                                                | Tomás Birkner de Miguel                                     | Philip Lundquist                                            |
| 23. August 2023    | Las Leñas (ARG)    | Rennen abgesagt, Ersatzrennen am 26. August in Cerro Castor | Rennen abgesagt, Ersatzrennen am 26. August in Cerro Castor | Rennen abgesagt, Ersatzrennen am 26. August in Cerro Castor |
| 26. August 2023    | Cerro Castor (ARG) | Kay Holscher                                                | Loïc Chable                                                 | Tomás Birkner de Miguel                                     |
| 26. August 2023    | El Colorado (CHI)  | Rennen auf den 2. September verschoben                      | Rennen auf den 2. September verschoben                      | Rennen auf den 2. September verschoben                      |
| 2. September 2023  | El Colorado (CHI)  | Rennen abgesagt, kein Ersatzrennen                          | Rennen abgesagt, kein Ersatzrennen                          | Rennen abgesagt, kein Ersatzrennen                          |
| 11. September 2023 | Cerro Castor (ARG) | William Hansson                                             | Hannes Zingerle                                             | Joshua Sturm                                                |
| 12. September 2023 | Cerro Castor (ARG) | William Hansson                                             | Mattias Rönngren                                            | Luca Aerni                                                  |

### Slalom
| Datum              | Ort                  | 1. Platz                                                    | 2. Platz                                                    | 3. Platz                                                    |
| ------------------ | -------------------- | ----------------------------------------------------------- | ----------------------------------------------------------- | ----------------------------------------------------------- |
| 7. August 2023     | Cerro Catedral (ARG) | Tomás Birkner de Miguel                                     | Philip Lundquist                                            | Kay Holscher                                                |
| 8. August 2023     | Cerro Catedral (ARG) | Gabriele Sartori                                            | Jay Poulter                                                 | Sebastiano Gastaldi                                         |
| 24. August 2023    | Las Leñas (ARG)      | Rennen abgesagt, Ersatzrennen am 25. August in Cerro Castor | Rennen abgesagt, Ersatzrennen am 25. August in Cerro Castor | Rennen abgesagt, Ersatzrennen am 25. August in Cerro Castor |
| 25. August 2023    | Cerro Castor (ARG)   | Philip Lundquist                                            | Tomás Birkner de Miguel                                     | Theo Lopez                                                  |
| 27. August 2023    | La Parva (CHI)       | Rennen auf den 3. September verschoben                      | Rennen auf den 3. September verschoben                      | Rennen auf den 3. September verschoben                      |
| 3. September 2023  | La Parva (CHI)       | Philip Lundquist                                            | Tomás Birkner de Miguel                                     | Sebastiano Gastaldi                                         |
| 13. September 2023 | Cerro Castor (ARG)   | Joshua Sturm                                                | Paco Rassat                                                 | William Hansson                                             |
| 14. September 2023 | Cerro Castor (ARG)   | Paco Rassat                                                 | Joshua Sturm                                                | Tommaso Saccardi                                            |

### Kombination
| Datum              | Ort            | 1. Platz                           | 2. Platz                           | 3. Platz                           |
| ------------------ | -------------- | ---------------------------------- | ---------------------------------- | ---------------------------------- |
| 28. September 2023 | Corralco (CHI) | Rennen abgesagt, kein Ersatzrennen | Rennen abgesagt, kein Ersatzrennen | Rennen abgesagt, kein Ersatzrennen |
| 28. September 2023 | Corralco (CHI) | Rennen abgesagt, kein Ersatzrennen |                                    |                                    |

## Podestplatzierungen Damen

### Abfahrt
| Datum              | Ort            | 1. Platz              | 2. Platz          | 3. Platz             |
| ------------------ | -------------- | --------------------- | ----------------- | -------------------- |
| 31. August 2023    | La Parva (CHI) | Lena Dauphin          | Tifany Roux       | Greta Small          |
| 31. August 2023    | La Parva (CHI) | Britt Richardson      | Tifany Roux       | Lena Dauphin         |
| 26. September 2023 | Corralco (CHI) | Stefanie Fleckenstein | Ania Monica Caill | Carolin Rettenwender |
| 27. September 2023 | Corralco (CHI) | Mathilde Schwencke    | Jenna Sheldon     | Matilde Pinilla      |

### Super-G
| Datum              | Ort             | 1. Platz                           | 2. Platz                           | 3. Platz                           |
| ------------------ | --------------- | ---------------------------------- | ---------------------------------- | ---------------------------------- |
| 21. August 2023    | Las Leñas (ARG) | Rennen abgesagt, kein Ersatzrennen | Rennen abgesagt, kein Ersatzrennen | Rennen abgesagt, kein Ersatzrennen |
| 21. August 2023    | Las Leñas (ARG) | Rennen abgesagt, kein Ersatzrennen |                                    |                                    |
| 1. September 2023  | La Parva (CHI)  | Rennen abgesagt, kein Ersatzrennen | Rennen abgesagt, kein Ersatzrennen | Rennen abgesagt, kein Ersatzrennen |
| 1. September 2023  | La Parva (CHI)  | Rennen abgesagt, kein Ersatzrennen |                                    |                                    |
| 29. September 2023 | Corralco (CHI)  | Stefanie Fleckenstein              | Jacqueline Wiles                   | Tricia Mangan                      |
| 29. September 2023 | Corralco (CHI)  | Stefanie Fleckenstein              | Jacqueline Wiles                   | Breezy Johnson                     |

### Riesentorlauf
| Datum              | Ort                | 1. Platz                                                    | 2. Platz                                                    | 3. Platz                                                    |
| ------------------ | ------------------ | ----------------------------------------------------------- | ----------------------------------------------------------- | ----------------------------------------------------------- |
| 4. August 2023     | Chapelco (ARG)     | Giselle Gorringe                                            | Florencia Aramburo                                          | Noemie Langchamps                                           |
| 5. August 2023     | Chapelco (ARG)     | Leandra Zehnder                                             | Noemie Langchamps                                           | Nicole Begue                                                |
| 23. August 2023    | Las Leñas (ARG)    | Rennen abgesagt, Ersatzrennen am 26. August in Cerro Castor | Rennen abgesagt, Ersatzrennen am 26. August in Cerro Castor | Rennen abgesagt, Ersatzrennen am 26. August in Cerro Castor |
| 26. August 2023    | Cerro Castor (ARG) | Laurine Lugon-Moulin                                        | Kim Vanreusel                                               | Noémie Longchamps                                           |
| 26. August 2023    | El Colorado (CHI)  | Rennen auf den 2. September verschoben                      | Rennen auf den 2. September verschoben                      | Rennen auf den 2. September verschoben                      |
| 2. September 2023  | El Colorado (CHI)  | Rennen abgesagt, kein Ersatzrennen                          | Rennen abgesagt, kein Ersatzrennen                          | Rennen abgesagt, kein Ersatzrennen                          |
| 11. September 2023 | Cerro Castor (ARG) | Julia Scheib                                                | Stephanie Brunner                                           | Hanna Aronsson Elfman                                       |
| 12. September 2023 | Cerro Castor (ARG) | Simone Wild                                                 | Camille Rast                                                | Vivianne Härri                                              |

### Slalom
| Datum              | Ort                  | 1. Platz                                                    | 2. Platz                                                    | 3. Platz                                                    |
| ------------------ | -------------------- | ----------------------------------------------------------- | ----------------------------------------------------------- | ----------------------------------------------------------- |
| 7. August 2023     | Cerro Catedral (ARG) | Giselle Gorringe                                            | Leandra Zehnder                                             | Lara Markthaler                                             |
| 8. August 2023     | Cerro Catedral (ARG) | Giselle Gorringe                                            | Matilde Schwencke                                           | Lara Markthaler                                             |
| 24. August 2023    | Las Leñas (ARG)      | Rennen abgesagt, Ersatzrennen am 25. August in Cerro Castor | Rennen abgesagt, Ersatzrennen am 25. August in Cerro Castor | Rennen abgesagt, Ersatzrennen am 25. August in Cerro Castor |
| 25. August 2023    | Cerro Castor (ARG)   | Kim Vanreusel                                               | Justine Lamontagne                                          | Giselle Gorringe                                            |
| 27. August 2023    | La Parva (CHI)       | Rennen auf den 3. September verschoben                      | Rennen auf den 3. September verschoben                      | Rennen auf den 3. September verschoben                      |
| 3. September 2023  | La Parva (CHI)       | Maria Sole Antonini                                         | Alessandra Banchi                                           | Martina Banchi                                              |
| 13. September 2023 | Cerro Castor (ARG)   | Moa Boström Müssener                                        | Stephanie Brunner                                           | Beatrice Sola                                               |
| 14. September 2023 | Cerro Castor (ARG)   | Beatrice Sola                                               | Stephanie Brunner                                           | Moa Boström Müssener                                        |

### Kombination
| Datum              | Ort            | 1. Platz                           | 2. Platz                           | 3. Platz                           |
| ------------------ | -------------- | ---------------------------------- | ---------------------------------- | ---------------------------------- |
| 28. September 2023 | Corralco (CHI) | Rennen abgesagt, kein Ersatzrennen | Rennen abgesagt, kein Ersatzrennen | Rennen abgesagt, kein Ersatzrennen |
| 28. September 2023 | Corralco (CHI) | Rennen abgesagt, kein Ersatzrennen |                                    |                                    |